# Guy Delisle
Guy Delisle es un dibujante canadiense nacido el 19 de julio de 1966 en Quebec. Pese a que ha trabajado para varios estudios de animación es más conocido por sus novelas gráficas. Sus trabajos más famosos son Shenzhen (2000) y Pyongyang (2003) que relatan sus experiencias en sendas ciudades asiáticas.

## Enlaces
- Página oficial del autor
- Guy Delisle in Kobra
- Publicaciones de Guy Delisle en la editorial Astiberri Archivado el 5 de abril de 2014 en Wayback Machine.

- Datos: Q525837
- Multimedia: Guy Delisle / Q525837